# Rádio Tupi de São Paulo
Rádio Tupi foi uma emissora de rádio brasileira de São Paulo, capital do estado homônimo. Lançada em 1937, operou no dial AM, primeiramente, na frequência de 1040 kHz, se transferindo em 1981 para os 560 kHz até sua extinção, em 1984. Inaugurada pelo jornalista e empresário Assis Chateaubriand, pertencia aos Diários Associados, conglomerado de mídia que detinha diversos jornais, rádios e TVs, sendo na época um dos maiores do Brasil.

## História

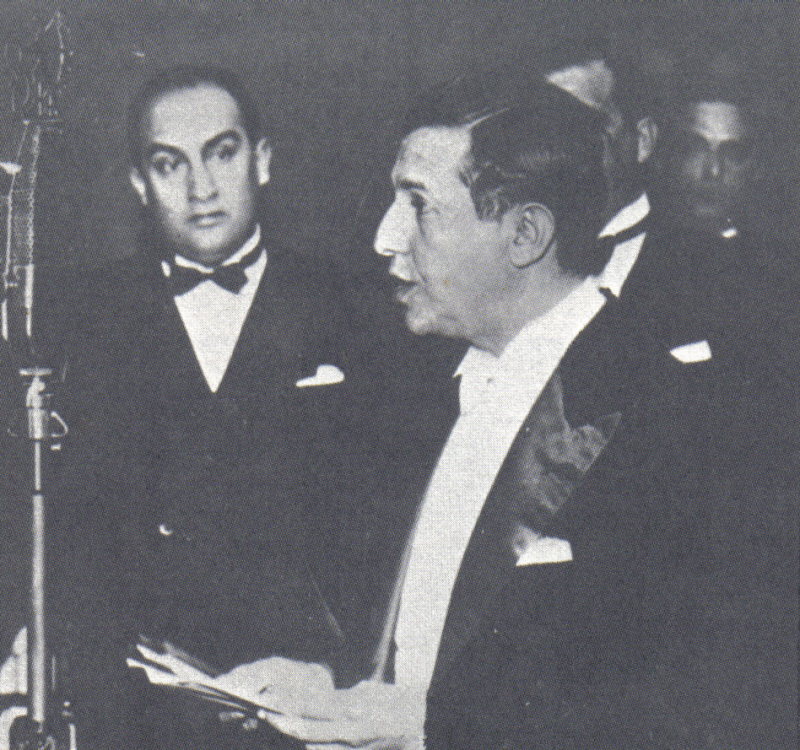
Assis Chateaubriand fala ao microfone durante a inauguração da rádio, em 1937

A PRG-2 Rádio Tupi foi inaugurada em 3 de setembro de 1937 por Assis Chateaubriand no Edifício Guilherme Guinle, situado na Rua 7 de Abril, no centro de São Paulo, e contou com a presença de autoridades, gente da alta sociedade paulistana, orquestra e coral, em transmissão simultânea com a Rádio Tupi do Rio de Janeiro. No final dos anos 1940, após a aquisição da Rádio Difusora, a Tupi foi transferida para a Avenida Professor Alfonso Bovero, no bairro do Sumaré, onde seria inaugurada a TV Tupi em setembro de 1950. Um de seus primeiros locutores foi Homero Silva.
Em 1938, a Tupi lançou com sucesso o programa Caixinha Mágica, dedicado a perguntas e respostas (quiz) apresentado por Jerônimo Monteiro. O Programa Volante iniciou no final do mesmo ano a prestação de serviços com informações sobre o trânsito e atividades do departamento de trânsito de São Paulo (hoje CET), formato que anos mais tarde foi introduzido por outras emissoras da capital paulista, como a Jovem Pan.
Oduvaldo Cozzi foi um dos primeiros locutores esportivos contratados pela emissora em 1940, mas ficou pouco tempo e retornou à Rádio Gaúcha.
Em abril de 1942, estreou o Grande Jornal Falado Tupi e em abril de 1946 o Matutino Tupi, que ficou no ar ate fevereiro de 1977, ambos sob o comando de Corifeu de Azevedo Marques. Ambos inovaram na forma de se fazer radiojornalismo, graças à estrutura da mídia impressa dos Diários Associados.
Manuel de Nóbrega estreou no rádio paulista em 1944 pela Tupi com o célebre humorístico Cadeira de Barbeiro. O sucesso deveu-se ao fato de aparecer um engraxate interrompendo a conversa com o bordão Vai graxa, doutor? Em 1943, após a aquisição da Rádio Difusora, a emissora herdou suas frequências em ondas curtas, passando a transmitir em 6095 kHz (ZYR 7, 49m), 11765 kHz (ZYR 8, 25m) e 15155 kHz (ZYR 9, 19m). Essas frequências saíram do ar após o fechamento da Difusora em 1981.
A versão paulista do Repórter Esso foi transmitida pela Tupi com Kalil Filho e Dalmácio Jordão. Em 1952, Kalil assumiu o comando do noticioso na TV Tupi São Paulo, e Jordão prosseguiu na versão radiofônica até sua última edição em 31 de dezembro de 1968, pela Rádio Nacional.
O ano de 1946 marca a estreia de Amácio Mazzaropi no rádio, pois a convite de Dermival Costa Lima, então diretor da Rádio Tupi, passa a apresentar o programa Rancho Alegre, sob a direção de Cassiano Gabus Mendes. Em 1950, o programa migra do rádio para a TV Tupi.
Após curta temporada na Rádio Record, o humorístico PRK-30, de Lauro Borges e Castro Barbosa, estreou na Tupi de São Paulo em janeiro de 1951, onde permaneceu até 1955, quando voltou para a Rádio Mayrink Veiga do Rio de Janeiro.
No ano de 1956, a emissora promoveu um torneio de violeiros que foi vencido pela dupla Tião Carreiro & Pardinho com o cururu Canoeiro, composto por Zé Carreiro, então parceiro de Carreirinho. Este, por sua vez, mudou seu nome artístico para Pardinho. Foi o ponto de partida para o sucesso da dupla sertaneja que mais tarde viriam a ser chamados de Os Reis do Pagode.
Desde 1950, o terreno entre as ruas Piracicaba, Catalão, Travessa Xangô e Avenida Alfonso Bovero, no Sumaré, era ocupado pelo Palácio do Rádio, um complexo de estúdios das emissoras de rádio e TV pertencentes aos Diários Associados. Em 1959, o prédio da Rádio Difusora foi demolido para dar lugar às obras do Edifício-Sede das Emissoras Associadas. O edifício foi inaugurado em setembro de 1960.
A famosa Equipe 1040 de esportes marcou o rádio esportivo na década de 1960 sob o comando de Pedro Luiz e Mario Moraes, e nos anos 1970, quando se especializou em divulgar resultados da Loteria Esportiva (atual Loteca), com a célebre chamada Loteria Esportiva Tupi. Nessa época seus integrantes eram: Haroldo Fernandes, Milton Camargo (comentarista e diretor da equipe), Paulo Edson,  Joseval Peixoto, Lucas Neto, entre outros.
Em 2 de setembro de 1970, no estádio Ypiranga em Erechim, no Rio Grande do Sul, Pelé marcou o seu gol de número 1040 em um jogo do Santos contra o Grêmio, e esse gol foi uma homenagem à Equipe 1040 da Tupi, ate hoje exposta em uma placa comemorativa no estádio daquela cidade gaúcha.
Ao longo de sua história, muitos comunicadores ocuparam os microfones da Tupi São Paulo, como Hélio Ribeiro, o "Caboclão" Octávio Pimentel (ex-repórter da Equipe 1040), Luiz Aguiar, Gil Gomes, Eli Corrêa, Barros de Alencar, e muitos outros.
No fim dos anos 1970, a crise administrativa e financeira dos Diários Associados que culminou no fim da Rede Tupi afetou também a emissora, que ao contrário da Rádio Tupi do Rio, jamais conseguiu recuperar-se. Com isso, muitos comunicadores se transferiram para outras emissoras de São Paulo. Seis dias antes do fechamento da TV Tupi, a Justiça decretou a concordata da S.A. Rádio Tupan (razão social da Rádio Tupi SP).
Em novembro de 1981, a Tupi troca de frequência com a Rádio Capital, deixando esta com os 1040 kHz, enquanto a primeira vai para os 560 kHz. Nos últimos dois anos, a emissora arrendou grande parte de seus horários para igrejas pentecostais e com isso estava sustentando sua concordata. Com uma equipe desfalcada, baixa audiência e dívidas acumuladas, a Rádio Tupi teve sua falência decretada pela Justiça, saindo do ar em 29 de janeiro de 1984.